# Liste de prénoms celtiques
 (juin 2023).
- Si vous ne connaissez pas le sujet, laissez ce bandeau (vous pouvez alors contacter les auteurs).
- Si vous supprimez le contenu mis en cause (vous pouvez préalablement contacter les auteurs),

argumentez précisément cette suppression dans la page de discussion
(un manque de référence n'est pas un argument ; une recherche réelle de référence doit avoir été effectuée, être formellement documentée).
- Haut – A
- B
- C
- D
- E
- F
- G
- H
- I
- J
- K
- L
- M
- N
- O
- P
- Q
- R
- S
- T
- U
- V
- W
- X
- Y
- Z

La liste des prénoms d'origine celtique, c'est-à-dire des anthroponymes dont l'étymologie s'explique par un étymon issu d'une langue celtique.

## A
- Abriel
- Aelig
- Aelle
- Aelwenn
- Aeryn
- Alain
- Alan
- Alann
- Alistair
- Allan
- Amael
- Angus
- Annaïg
- Annick
- Armel
- Armelle
- Arthur
- Arwen
- Arzel
- Audren

## B
- Brayan
- Brendan
- Briac
- Brian
- Brice
- Brieuc
- Brigitte
- Bryan
- Bryce

## C
- Cédric
- Cináed
- Corantin
- Corentin
- Corentine

## D
- Declan
- Decuil
- Deirdre
- Delwyn
- Dícuill
- Dilwen
- Domnall
- Donald (en)
- Donovan
- Douglas
- Duncan
- Dyclan

## E
- Erwan
- Ewen
- Enora

## F
- Fiona

## G
- Gaël
- Ganaël
- Gauvain
- Gildas
- Gladys
- Glenn
- Goulven
- Goulwen
- Guenael
- Guenièvre
- Guénolé
- Guerdiale
- Gurvan
- Gwenael
- Gwendal
- Gwendoline
- Gwenola
- Gwidel
- Gwladys

## H
- Harvey
- Hervé

## J
- Janig
- Jaouen
- Jennifer
- Judicaël
- Julven

## K
- Keith
- Kelvin
- Ken
- Kenan
- Kendall
- Kenneth
- Kenny
- Kerian
- Kevin
- Kilian
- Killian
- Killyan
- Kilyan
- Klervi

## L
- Lénaig
- Loan
- Loann
- Locklane
- Logan (en)
- Lohan

## M
- Maclou
- Maë
- Maël
- Maëlan
- Maëlig
- Maelle
- Magloire[réf. nécessaire]
- Maïwenn
- Malo
- Malou
- Malvina
- Maudan
- Melwyn
- Metig
- Morgan
- Morgane
- Murdoch

## N
- Néel
- Niall
- Niamh
- Nigel
- Nimué
- Nolan
- Nolann
- Nolwenn
- Nominoë

## R
- Renan
- Rian
- Rivoal
- Rivoual
- Riwalenn
- Riwann
- Riwanon
- Ronan
- Roween
- Rowen
- Rowena
- Rozenn
- Ryan

## S
- Seylan
- Siobhan
- Sloan
- Solen
- Solenn
- Sterenn

## T
- Tanguy
- Thuriaf
- Thurian, Thurien
- Tristan
- Tual
- Tugdual

## V
- Vernon

## Y
- Yorick
- Yorrick
- Youenn
- Yuna